# I en värld av död
I en värld av död är en psalm med text skriven 1961 av Muus Jacobse, översatt till svenska 1979 av Anders Frostenson. Musiken är skriven 1961 av Tera de Marez Oyens.

## Publicerad i
- 1986 års psalmbok som nr 598 under rubriken "Tillsammans i världen". (Texten i denna version är försedd med copyright)